# Corydalus tridentatus
Corydalus tridentatus är en insektsart som beskrevs av Hermann Stitz 1914. Corydalus tridentatus ingår i släktet Corydalus och familjen Corydalidae. Inga underarter finns listade i Catalogue of Life.